# Tatort: Rubecks Traum
Rubecks Traum ist die 153. Folge der ARD-Krimireihe Tatort aus dem Jahr 1984 und wurde vom Hessischen Rundfunk produziert. Es handelt sich um den einzigen Fall von Kommissar Rullmann, dargestellt von Hans-Werner Bussinger.

## Handlung
Siegfried Rubeck, Leiter der Sparkassenfiliale in Mohrstedt, schleicht sich abends zu der jungen Anni Tillmann, mit der er ein Verhältnis hat. Sie ist seiner allerdings überdrüssig und schickt ihn weg. Als Rubeck enttäuscht nach Hause geht, passt ihn vor seinem Haus ein Mann mit Schweizer Dialekt ab und drängt auf ein Gespräch, Rubeck geht jedoch nicht darauf ein. Am nächsten Tag ruft ihn der Mann in der Filiale an und verlangt zehn Prozent von Rubecks Einlage bei einer Schweizer Bank. Mittags passt Rubeck Anni ab und lockt sie mit materiellen Versprechungen. Er möchte mit ihr in die Ferne, doch sie weist ihn zurück. Der Schweizer meldet sich wieder bei Rubeck und gibt Details der Geldübergabe vor. Seine Frau vermutet Anni hinter dem Telefonat, Rubeck ist überrascht, dass seine Frau von der Affäre weiß. Rubeck trifft sich mit dem Schweizer, doch er hat kein Geld dabei. Als der Erpresser Rubeck dessen Kontoauszug bei der Schweizer Bank präsentiert, begreift dieser, dass er in der Hand des Erpressers ist. Weil Rubeck das Geld nicht dabei hat, erhöht der Erpresser seine Forderung auf 30 Prozent.
Rubecks Schwiegervater Karl Sennemann entdeckt zufällig das Geld im Keller des Hauses, als Rubeck am Abend danach sieht, ist es verschwunden. Rubeck wird nervös, weil er Geld für den Erpresser braucht, mit dem er gleich verabredet ist. Er erscheint ohne Geld beim Treffpunkt, als der Erpresser ihm eine neue Frist bis zum nächsten Abend setzt, verliert Rubeck, der Bogenschütze ist,  die Nerven und tötet den Erpresser mit Pfeil und Bogen. Nach dieser Affekttat nimmt er den Pfeil wieder an sich und verlässt den Tatort. Anschließend sucht er Anni auf und fordert sie auf, mit ihm mitzukommen, er möchte weit weg. Sie macht ihm allerdings klar, dass die Beziehung vorbei ist. Rubeck kehrt noch einmal zur Leiche zurück, um Beweisstücke verschwinden zu lassen. Karl zeigt unterdessen seiner Tochter Helga das Geld und äußert seinen Verdacht, dass Siegfried Rubeck das Geld unterschlagen hat. Er möchte damit zur Polizei gehen, doch Helga hält ihren Vater davon ab. Unterdessen entsorgt Rubeck die Leiche und verbrennt die Papiere, die der Erpresser bei sich trug. Sennemann erzählt im Alkoholrausch am nächsten Tag von der Unterschlagung seines Schwiegersohns. Am Abend konfrontiert Helga ihren Mann mit dem Geld und fordert ihn auf, es zurückzubringen.
Als Rubeck erneut Anni nachstellt, die sich mittlerweile einem anderen, jüngeren Mann zugewendet hat, taucht seine Frau auf und fordert ihn auf, nach Hause zu kommen. Als sie ihn auf sein Hemd anspricht, dass dieser versucht hat, zu verbrennen und an dem sie Blutspuren gefunden hat, gesteht er unter Tränen seiner Frau, dass er den Mann, der ihn erpresst hat, umgebracht hat. Er habe ein neues Leben anfangen wollen, mit einer jüngeren Frau, weil er sich ein Kind gewünscht habe. Sie ist über sein Geständnis entsetzt, aber verspricht ihm, zu ihm zu halten, wenn er Anni Tillmann nicht wiedersieht. Zwei Arbeiter, die illegal Müll verklappen, entdecken unterdessen die Leiche und verständigen die Polizei. Das Ehepaar Rubeck erfährt aus der Zeitung, dass die Leiche gefunden wurde, sie erinnert ihn erneut daran, dass er bei ihr bleiben müsse, damit sie nicht zur Polizei geht. Kommissar Rullmann sucht das Hotel auf, in dem der unbekannte Tote gewohnt hat. Sie erfahren, dass der Tote Norbert Amann hieß, dass er aus Zürich kommt und Vertreter war. Sie finden über Kontoauszüge und durch die Aussage seiner angereisten Witwe heraus, dass Amann bei einer Schweizer Bank angestellt war und über Devisengeschäfte deutscher Kunden informiert war. Er war wegen einer kleineren Unterschlagung entlassen worden, er fing danach an, zu spielen. Offensichtlich hat er unter dem Deckmantel, Geschäfte in Deutschland zu machen, deutsche Bankkunden erpresst.
Eine anonyme Anruferin, die das Gerede von Karl Sennemann über das Geld mit angehört hatte, meldet der Polizei, dass Rubeck eine größere Geldsumme zu Hause versteckt hält. Rullmann geht die Bankauszüge, die bei Amann gefunden wurden, durch und sucht eine der Personen, der in der Nähe wohnt, auf. Dieser gibt zu, dass Amann bei ihm gewesen ist und ihn erpresst hat. Er habe ihn allerdings ausgelacht. Da er das Geld legal in der Schweiz angelegt hätte, hätte er nichts zu befürchten gehabt. Rullmann glaubt, dass Amann allerdings bei anderen Kunden illegale Transaktionen aufgedeckt hatte und dort mit seinen Erpressungen mehr Erfolg hatte. Aufgrund des anonymen Anrufs wird bei den Rubecks eine Hausdurchsuchung durchgeführt. Anni sucht Rubeck in der Filiale auf, doch er weist sie ab. Kurz darauf sucht Rullmann Rubeck auf, dieser bestreitet, Ammann getroffen zu haben und erpresst worden zu sein. Anni und Rubeck treffen sich, Anni eröffnet ihm, dass sie schwanger ist und Geld für die Abtreibung braucht. Rubeck, der Anni verdächtigt, hinter dem Anruf bei der Polizei zu stecken, weist sie kühl ab.
Helga Rubeck entdeckt am nächsten Tag im Auto Annis Handtasche, die sie beim Treffen am Vortag mit Siegfried in seinem Auto zurückgelassen hatte. Sie verdächtigt ihn, noch immer ein Verhältnis mit Anni zu haben. Helga passt Anni ab und gibt ihr ihre Handtasche zurück. Helga eröffnet Anni, dass sie ihren Mann schon lange nicht mehr liebt, sie möchte aber nicht, dass er in die Mordgeschichte hineingezogen wird. Anni erfährt auch durch dieses Gespräch, dass Rubeck Geld unterschlagen und einen Mann getötet hat. Helga beschwört Anni, zu Siegried zu halten, Anni läuft davon. Ihren Mann belügt Helga, indem sie ihm weismacht, dass Anni sie aufgesucht und ihr zu verstehen gegeben hätte, dass sie mehr über die Tat wisse. Er will mit Anni reden, doch Helga hält ihn zurück, um ihn an sich zu binden. Helga ruft erneut Anni an und beschwört sie, zu Siegried zu halten. Karl Sennemann ist entschlossen, zur Polizei zu gehen und seinen Schwiegersohn anzuzeigen. Anni vertraut sich ihrem Chef an, er beschwört sie, der Polizei ihr Wissen preiszugeben, doch sie zögert. Schließlich geht sie doch zur Polizei und sagt aus. Rubeck fängt sie anschließend ab und stellt Anni zur Rede, die Polizei verfolgt die beiden im Auto. Rubeck versucht, mit Anni zu fliehen, dabei überschlägt sich der Wagen. Rubeck überlebt leicht verletzt, Anni Tillmann ist tot. Helga spielt vor der Polizei die liebende und ahnungslose Ehefrau und erscheint Rullmann gegenüber bestürzt, dass ihr Mann in U-Haft genommen wird.

## Entstehung und Veröffentlichung
Rubecks Traum wurde zwischen dem 6. Juni und dem 15. Juli 1983 in Heppenheim und Umgebung gedreht. Das Szenenbild erstellte Hartmut Schönfeld. Bei der Erstausstrahlung am 8. Januar 1984 im Ersten konnte diese Folge 14,23 Mio. Zuschauer erreichen, was einem Marktanteil von 37 % entsprach.
Die Kritiker der Fernsehzeitschrift TV Spielfilm urteilen, dieser Tatort sei „mehr Psychostudie als Kriminalreißer“.